# Андерсон, Мэттью
Мэттью Джон Андерсон (англ. Matthew John Anderson; 18 апреля 1987, Буффало) — американский волейболист, нападающий.

## Биография
Мэттью Андерсон, родившийся 18 апреля 1987 года в Буффало, является младшим среди пяти детей Нэнси и Майкла Андерсонов. Родители Мэттью и его сёстры Жоэль и Эми в студенческие годы играли в волейбол.
Мэттью начал заниматься волейболом в школе Уэст-Сенеки — пригорода Буффало в 14 лет, также пробовал себя в футболе, на позиции вратаря, но этот вид спорта показался ему скучным. Выступал за молодёжную волейбольную сборную США, которая в 2006 году стала серебряным призёром чемпионата конфедерации NORCECA в Мексике, а в 2007-м заняла 7-е место на чемпионате мира в Марокко.
В течение трёх лет Мэттью играл в чемпионате NCAA за команду университета штата Пенсильвания, в составе которой в 2008 году стал победителем студенческой лиги и был удостоен приза лучшему игроку финала. В июне того же года Мэттью Андерсон дебютировал в национальной сборной США и завоевал Панамериканский Кубок, в июле отказался от дальнейшего обучения в университете в пользу первого в своей карьере профессионального контракта с южнокорейским клубом «Хёндэ Скайуокерс» из Чхонана.
В 2009 году на Мировой лиге Мэттью Андерсон стал игроком основного состава сборной США, но провёл только 6 матчей в рамках интерконтинентального раунда. В конце июня спортсмен был госпитализирован в связи с пневмонией, перенёс операцию, около трёх месяцев потратил на восстановление.
С 2010 года в течение двух сезонов Мэттью Андерсон играл в итальянской лиге за «Каллипо» (Вибо-Валентия) и «Модену». В сборной США ему, по собственному мнению, удалось выйти после болезни на свой уровень в 2011 году — на Кубке мира в Японии. Американцы на этом турнире финишировали шестыми, а Мэттью стал самым результативным в своей команде и 8-м по результативности среди всех участников турнира. В мае 2012 года он был признан лучшим нападающим североамериканского олимпийского квалификационного турнира, в июле завоевал серебряную медаль Мировой лиги. На Олимпийских играх-2012 25-летний Андерсон являлся самым молодым игроком в составе сборной США, в связи с чем получил от партнёров по команде прозвище Pup (от англ. puppy — «щенок»). В Лондоне подопечные Алана Найпа заняли первое место в группе предварительного этапа, но затем уступили в четвертьфинале итальянцам. Андерсон выходил в стартовом составе во всех шести матчах своей команды, набрал 82 очка.
После Олимпиады он начал выступления в России за «Зенит», заменив в составе казанской команды своего соотечественника Уильяма Придди. Комментируя приглашение Мэттью Андерсона, главный тренер «Зенита» и сборной России Владимир Алекно заявил: «Давно обратил внимание на этого парня, но, признаюсь, его игра на Олимпиаде меня приятно удивила. Он сделал ещё один шаг вперёд и выглядел очень прилично. Он может стать великим игроком».
Тем временем в сборной США к Андерсону от Клейтона Стэнли перешли сначала функции капитана, а затем и амплуа диагонального. В этом качестве Андерсон выступил 28 сентября 2013 года в финале чемпионата NORCECA в Канаде, набрав за три сета 17 очков и вместе с золотой медалью получив приз самому ценному игроку континентального первенства. На следующем соревновании, Всемирном Кубке чемпионов, Мэттью играл диагонального уже во всех пяти матчах своей команды и со 104 очками стал самым результативным игроком турнира.
В клубе Мэттью Андерсон продолжал оставаться доигровщиком и в сезоне-2013/14 завоевал с «Зенитом» титул чемпиона России. Перед главными матчами сезона — «Финалом шести» — команда Владимира Алекно потеряла из-за травм капитана Александра Волкова и основного нападающего Максима Михайлова, и в этой сложной ситуации Андерсон проявил себя настоящим лидером. В четырёх матчах финального турнира в Екатеринбурге он набрал 95 очков (при эффективности нападения 53 %), чаще других игроков «Зенита» атаковал, уверенно играя на высоких мячах, чаще других и также очень надёжно принимал. После победы в чемпионате Алекно отметил, что Андерсон был достоин приза MVP, если бы таковой был предусмотрен.
Летом 2014 года Мэттью Андерсон в составе сборной выиграл Мировую лигу, став самым результативным игроком интерконтинентального раунда и третьим по результативности на «Финале шести» во Флоренции. Стартовавший в конце августа чемпионат мира в Польше сложился неудачно — американская команда заняла на нём 7-е место.
В октябре того же года, накануне 6-го тура нового чемпионата России Мэттью Андерсон временно покинул «Зенит». Поясняя решение о приостановлении карьеры, он рассказал, что не имеет претензий к клубу, но устал от волейбола и переживает депрессию из-за невозможности находиться рядом с семьёй. «Состояние постоянной удалённости от дома достигло своей критической отметки перед началом нынешнего сезона. В последнее время я не мог полноценно тренироваться и играть. Считал, что смогу перебороть депрессию… Не получилось. Мне нужна передышка», — заявил Андерсон. Спустя два месяца на своём официальном сайте Мэттью разместил сообщение о решении вернуться в игру, в январе 2015 года он возобновил тренировки в «Зените» и выступления за казанскую команду только в матчах Лиги чемпионов, которая завершилась победой дружины Владимира Алекно. Остаток сезона Андерсон намеревался провести в «Перудже», но из-за травмы, полученной в «Финале четырёх» Лиги чемпионов, итальянский клуб отказался от его услуг. В апреле Андерсон продлил контракт с «Зенитом». В общей сложности он провёл за казанскую команду семь сезонов, по четыре раза выиграв с ней чемпионат России, Кубок страны и Лигу чемпионов.
В 2015 году Мэттью Андерсон выиграл со сборной США бронзовую медаль Мировой лиги и титул обладателя Кубка мира, на обоих турнирах становился лучшим подающим, а по итогам Кубка мира был удостоен звания MVP. В 2016 и 2024 годах становился бронзовым призёром Олимпийских игр, в 2018-м — бронзовым призёром и лучшим диагональным Лиги наций и чемпионата мира.
В сезоне-2019/20 выступал за «Модену», а в следующем планировал играть за «Шанхай», но из-за пандемии COVID-19 чемпионат Китая был отложен. В начале 2021 года Андерсон вернулся в США и перенёс операцию по удалению аппендикса. Весной того же года подписал контракт с «Перуджей». В её составе стал обладателем Кубка Италии и серебряным призёром чемпионата страны.
В сезоне-2022/23 выступал за петербургский «Зенит». В июле 2023 года разорвал действующий контракт с российским клубом и перешёл в турецкий «Зираатбанк» из Анкары. В сезоне-2024/25 выиграл чемпионат Турции и Кубок Европейской конфедерации волейбола. Летом 2025 года перешёл в японский клуб «Сакаи Блейзерс».

## Достижения

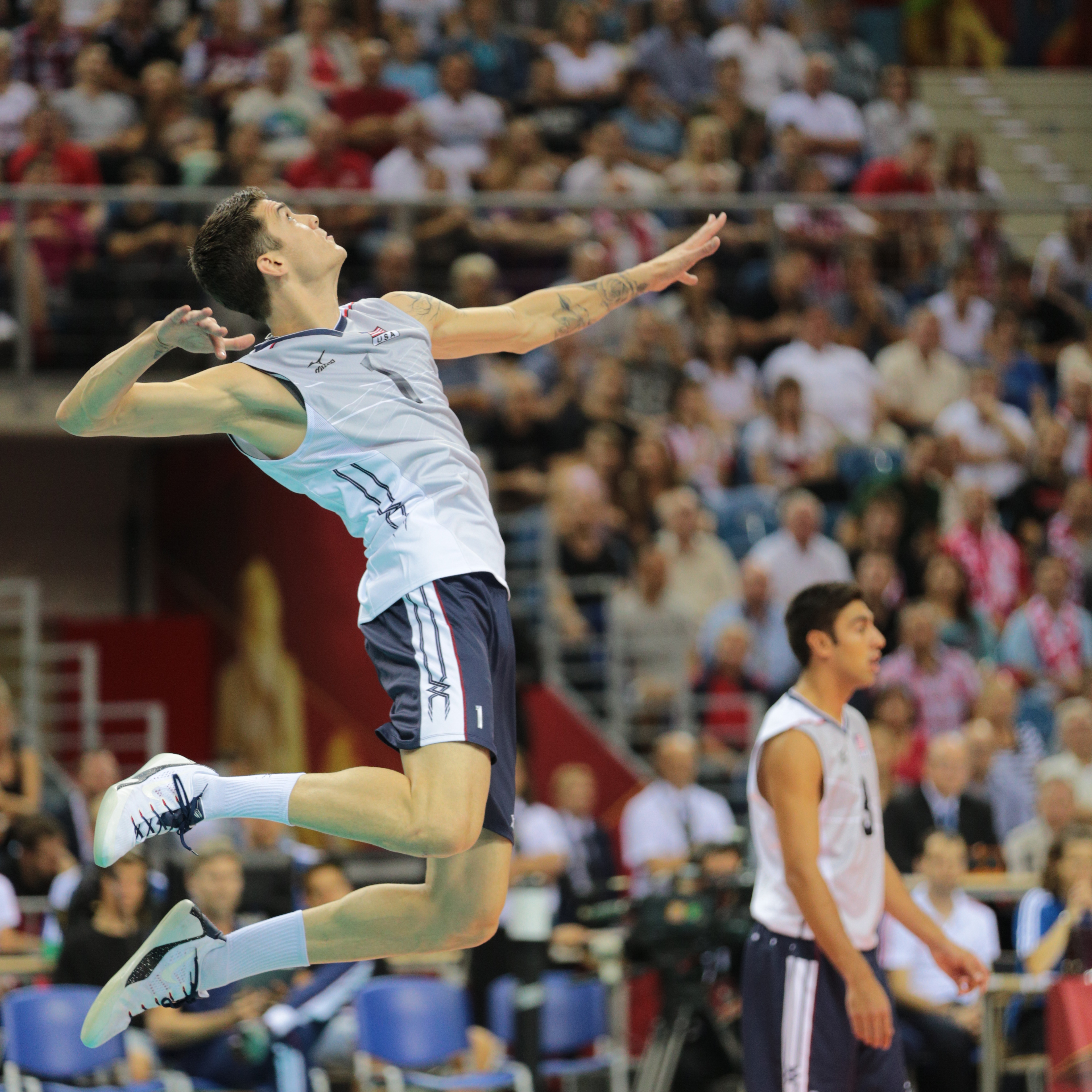
7 сентября 2014 года. Краков. Мэттью Андерсон в матче чемпионата мира против сборной Италии

### Со сборными
- Бронзовый призёр Олимпийских игр (2016).
- Бронзовый призёр чемпионата мира (2018).
- Победитель Мировой лиги (2014), серебряный (2012) и бронзовый (2015) призёр Мировой лиги.
- Серебряный (2019, 2023) и бронзовый (2018) призёр Лиги наций.
- Обладатель Кубка мира (2015), бронзовый призёр Кубка мира (2019).
- Чемпион NORCECA (2013, 2017, 2023), серебряный призёр чемпионата NORCECA (2011).
- Обладатель Панамериканского Кубка (2008).
- Серебряный призёр молодёжного чемпионата NORCECA (2006).

### С клубами
- Чемпион NCAA (2008), серебряный призёр (2006).
- Серебряный призёр чемпионата Республики Корея (2008/09, 2009/10).
- Чемпион России (2013/14, 2015/16, 2016/17, 2017/18), серебряный (2018/19) и бронзовый (2012/13) призёр чемпионата России.
- Обладатель Кубка России (2015, 2016, 2017, 2018), финалист (2012) и бронзовый призёр (2013) Кубка России.
- Обладатель Суперкубка России (2015, 2016, 2017, 2018).
- Серебряный призёр чемпионата Италии (2021/22).
- Обладатель Кубка Италии (2021/22).
- Чемпион Турции (2024/25), бронзовый призёр чемпионата Турции (2023/24).
- Обладатель Суперкубка Турции (2023).
- Победитель Лиги чемпионов (2014/15, 2015/16, 2016/17, 2017/18), серебряный (2018/19) и бронзовый (2012/13) призёр Лиги чемпионов.
- Обладатель Кубка Европейской конфедерации волейбола (2024/25).
- Победитель клубного чемпионата мира (2017), серебряный призёр клубного чемпионата мира (2015, 2016).

### Личные
- MVP чемпионата NORCECA (2013), вошёл в символическую сборную турнира.
- MVP Кубка мира (2015).
- MVP Лиги наций (2019).
- Лучший диагональный Всемирного Кубка чемпионов (2017).
- Лучший диагональный Лиги наций (2018, 2019).
- Лучший диагональный чемпионата мира (2018).
- Лучший нападающий олимпийского квалификационного турнира NORCECA (2012).
- Самый выдающийся игрок (MOP) чемпионата NCAA (2008).
- Лучший волейболист США по итогам 2012, 2013, 2014, 2015 и 2018 годов.
- Лучший нападающий «Финала шести» чемпионата России (2017).
- MVP финала Кубка Европейской конфедерации волейбола (2025).
- Участник Матчей звёзд России (2013, февраль 2014).